# A Big Package for You
A Big Package for You: 1999-2003 è un CD/DVD del gruppo musicale canadese Simple Plan, pubblicato il 25 novembre 2003 dalla Lava Records.

## Tracce
A Big Package for You (DVD)
1. Meet Simple Plan
2. Recording No Pads, No Helmets... Just Balls
3. Shooting the Album Cover
4. Making Our First Video
5. Going on Tour
6. Filming I'd Do Anything
7. Guten Tag from Europe
8. Hitting the Road Again
9. Behind the Scenes at the Addicted Video Shoot
10. Konichiwa from Japan!
11. Experimenting in Bangkok
12. SP Loves Going Down...Under: Australia 2002
13. Spring Break! SP Under the Sun!
14. Big Rock Show: SP Does Arenas
15. Return to the Land of the Rising Sun
16. The Perfect Video
17. Punk Rock Summer Camp: Warped Tour '03
18. Looking Back...

A Small Package for You (CD)
1. Crash and Burn
2. One Day (Live)
3. I'd Do Anything (Live)

## Formazione
- Pierre Bouvier - voce
- Sébastien Lefebvre - chitarra ritmica, voce secondaria
- Jeff Stinco - chitarra solista
- David Desrosiers - basso, voce secondaria
- Chuck Comeau - batteria, percussioni